# Project 58
Les Project 58 et Project 58A sont les noms de deux séries totalisant quatre essais atomiques atmosphériques et souterrains réalisés au site d'essais du Nevada par les États-Unis en 1957 et 1958. Elles suivent l'opération Plumbbob et précèdent l'opération Hardtack I.
Ces essais, menés sur les Area 13 et Area 12 du site d'essais du Nevada, ont pour but de « figer » la conception d'engins explosifs qui seront testés lors des opérations Hardtack I et Hardtack II. Les spécialistes ont calculé qu'aucune explosion d'importance ne surviendrait. Coulomb-C, un essai de surface mené le 9 décembre, a produit une puissance de 500 tonnes. Quelques instants plus tard, des retombées radioactives dégageant 50 röntgens par heure sont enregistrées sur le Mercury Highway et, pendant que le nuage se déplace en direction du sud-ouest, le personnel à Jackass Flats qui procède à la construction d'un prototype de fusée à propulsion nucléaire se met à couvert. Plus tard, le nuage a survolé Los Angeles, où des gens ont exprimé leurs inquiétudes, même si les instruments ont indiqué un faible niveau de radioactivité.

## Essais
| Nom       | Date            | Puissance explosive | Remarques                                                                     |
| --------- | --------------- | ------------------- | ----------------------------------------------------------------------------- |
| Pascal-C  | 6 décembre 1957 | Faible              | Trou non bourré, aucune émission radioactive détectée à une certaine distance |
| Coulomb-C | 9 décembre 1957 | 500 tonnes          | Dégagement inattendu de particules radioactives                               |
| Venus     | 22 février 1958 | Moins d'une tonne   | Aucune émission radioactive détectée                                          |
| Uranus    | 14 mars 1958    | Moins d'une tonne   | Aucune émission radioactive détectée                                          |